# Corycodus
Corycodus is een geslacht van kreeftachtigen uit de klasse van de Malacostraca (hogere kreeftachtigen).

## Soorten
- Corycodus bouvieri Ihle, 1916
- Corycodus bullatus A. Milne-Edwards, 1880
- Corycodus decorus Tavares, 1993
- Corycodus disjunctipes (Stebbing, 1910)
- Corycodus merweae Tavares, 1993
- Corycodus minax Ahyong & Ng, 2011
- Corycodus spinosus Naruse, 2013